# Châtillon-Coligny

Châtillon-Coligny este o comună în departamentul Loiret din centrul Franței. În 1 ianuarie 2022 avea o populație de 1.858 de locuitori.